# Чанакья
Чанакья (санскр. चाणक्य IAST: Cāṇakya; также Ватсьяяна; ок. 370—283 гг. до н. э.) — знаменитый в индийской истории брахман и учитель из Таксилы, который стоял у истоков империи Маурьев, впервые в истории объединившей значительную часть Индии. Играл ключевую роль в возведении Чандрагупты Маурьи на престол царства Магадха (321 до н. э.) и в свержении прежней династии Нанда (317 до н. э.). «Индийский Макиавелли», как его называют, выдавался своей хитростью и тонким политическим умом.
Произведения Чанакьи — «Чанакья-сутра» (трактат о политике и нравственности) и «Чанакья-раджанитишастра». Зачастую он также отождествляется с автором политического трактата «Артхашастра» («Наука о пользе») по имени Каутилья, или Вишнугупта, который первым сформулировал некоторые идеи классической экономики. Этот трактат считается одной из первых в истории работ в области экономики, политической науки и секретной полиции.
До XX века Чанакья был известен в основном как главное действующее лицо драмы Вишакхадатты под названием «Мудраракшаса». Его произведения уже в XII веке считались утраченными, однако были переоткрыты в XX веке. «Артхашастра» вновь увидела свет в 1909 году.

## Исторические источники
Существует известная проблема с определением событий жизни и восстановлением подлинного образа знаменитого индийского брахмана. Например, в то время как его господин, маурийский царь Чандрагупта Маурья, упоминается у многих античных авторов, начиная с Мегасфена (труд «Индика»), включая Юстина и Помпея Трога, о Чанакье в античной литературе нет ни слова. Не найдены до сих пор какие-либо источники непосредственно индийского происхождения времён правления Чандрагупты. В связи с этим историческая реальность существования такой личности как мудрейший брахман, осуществлявший крупнейшие политические игры своего времени, вправе подвергнуться определённым сомнениям. Впрочем, эти сомнения всё же в основном касаются не самого непосредственно факта существования Чанакьи, а деталей, к нему относящихся. Так, например, высказывались предположения, что на самом деле Чанакья и Каутилья — это разные люди, или же, что Чанакья не был современником Чандрагупты и оказался связан с ним лишь посредством позднейших легенд, целью которых было раскрасить истории о великом царе. Уверенность в существовании Чанакьи подтверждается очень широким спектром источников, где он присутствует в качестве популярного легендарного персонажа вместе с царём. Датировка этих легенд показывает их возникновение намного позднее времени правления Чандрагупты, однако они бытуют в индийской традиции, относящейся как к джайнизму, так и к индуизму и буддизму, и имели распространение не только на территории Индии, но и за её пределами. К сохранившимся источникам, которые включают описания царя и его жизнь, относится и драма Вишакхадатты «Мудраракшаса», и хроники Цейлона, и пуранические собрания, и произведения Ачарьи Хемачандры (англ. Acharya Hemachandra). Исследователями отмечены соответствия между индийскими легендами о Чандрагупте и сведениями, звучащими у античных историков. Упоминание одних и тех же эпизодов истории здесь и там может свидетельствовать об их правдивости, наряду с подобной же схожестью буддийских и джайнских легенд о Чанакье, что в совокупности может свидетельствовать о существовании в прошлом некой общей, первоначальной версии рассказа о событиях, героями которых были Чандрагупта и его премудрый подчинённый.

## Биография
Место рождения Чанакьи точно не известно, но существует несколько теорий на этот счёт. Согласно тексту «Махавамсы-Тики» местом рождения Чанакьи была Таксила. Джайнские манускрипты, такие как «Адбидхана Чинтамани», упоминают его как «Драмила», подразумевая, что он был выходцем из Южной Индии. Согласно тексту джайнского писателя Ачарьи Хемачандры «Паришиштапарва» Чанакья родился в деревне Чанака, регион Голла, у брамина по имени Чанин и его жены Чанесвари. Другие источники считают, что его отца звали Чанак, откуда и произошло имя «Чанакья».
Образование Чанакья получил в Такшашиле — древнем учебном центре, расположенном на северо-западе Индии (в нынешние времена это территория Пакистана). Позднее он стал учителем (ачарьей) в этом месте. Жизнь Чанакьи связана с двумя городами: Такшашилой и Паталипутрой. Паталипутра была столицей царства Магадха, которая соединялась с Паталипутрой Уттарапатой (англ. Uttarapatha), древним торговым путём.
Чанакья и Чандрагупта присоединили к владениям побеждённую ими Империю Нанда, после чего была основана Империя Маурьев.
После утверждения Империи Маурьев, Чанакья продолжил службу у Чандрагупты советником. В этот период происходит рождение наследника престола — Биндусары. Популярная легенда гласила, что Чанакья был отчасти повинен в смерти жены Чандрагупты при рождении сына, однако при этом он и спас младенцу жизнь. Имя Биндусара произошло от слова «бинду» — капля (при рождении на Биндусару упала капля заражённой ядом крови).
Когда Биндусара стал взрослеть, Чандрагупта оставил трон и последовал за святым Ачарьей Бхадрабаху на территорию современной Карнатаки, где остановился в Шраванабелаголе. Он там жил, придерживаясь аскез, несколько лет, прежде чем не скончался от самовольного голодания по джайнской традиции. Чанакья же в это время оставался при дворе, служа советником и наставником молодого Биндусары.
Истинная причина смерти Чанакьи неизвестна и является предметом споров. Согласно одной из легенд он удалился в джунгли и голодал там до наступления смерти. Другая легенда, упоминаемая Ачарьей Хемачандрой, гласит, что у Чанакьи появился враг — Субандху, один из министров Биндусары. Однажды Субандху сообщил Биндусаре, что Чанакья ответственен за убийство матери Биндусары. Тот обратился к женщинам, что присутствовали при родах, и те подтвердили слова Субандху. Биндусара был в ярости. Чанакья, к тому времени старик, узнал, что на него направлен гнев царя, и решил покончить с собой. Согласно джайнской традиции, он начал голодать, чтобы закончить жизнь. К этому времени царь узнал полную версию истории: на самом деле Чанакья не был напрямую ответственен за гибель его матери, её смерть явилась результатом несчастного случая. Биндураса попросил Субандху сообщить Чанакье, что тот может больше не опасаться гнева владыки. Но тот этого не сделал, а наоборот, обманом убил Чанакью, сжёгши его заживо.

## Содержание литературных трудов
Книга Чанакьи Артхашастра подробно рассматривает вопросы денежно-кредитной и налогово-бюджетной политики, социальное обеспечение, международные отношения и военные стратегии. Другая работа Нити-шастра (Наставления в этике) представляет собой трактат об идеальном образе жизни, и показывает глубокое знание автором индийского образа жизни. Чанакья также разработаны афоризмы Нити-сутры (или Чанакья-сутра), которые рассказывают людям о правильном поведении. Из известных 455 сутр, около 216 относятся к «Чанакья-раджанитишастра» (что нельзя делать при правлении царством). Очевидно, Чанакья использовал эти сутры для наставления молодого Чандрагупты и других избранных учеников в искусстве государственного управления.
Он был очень образованным человеком, также сведущим в астрологии. Мысли Чанакьи о астрологии можно найти в тексте, названном «Саравали».

## Легенды о Чанакье

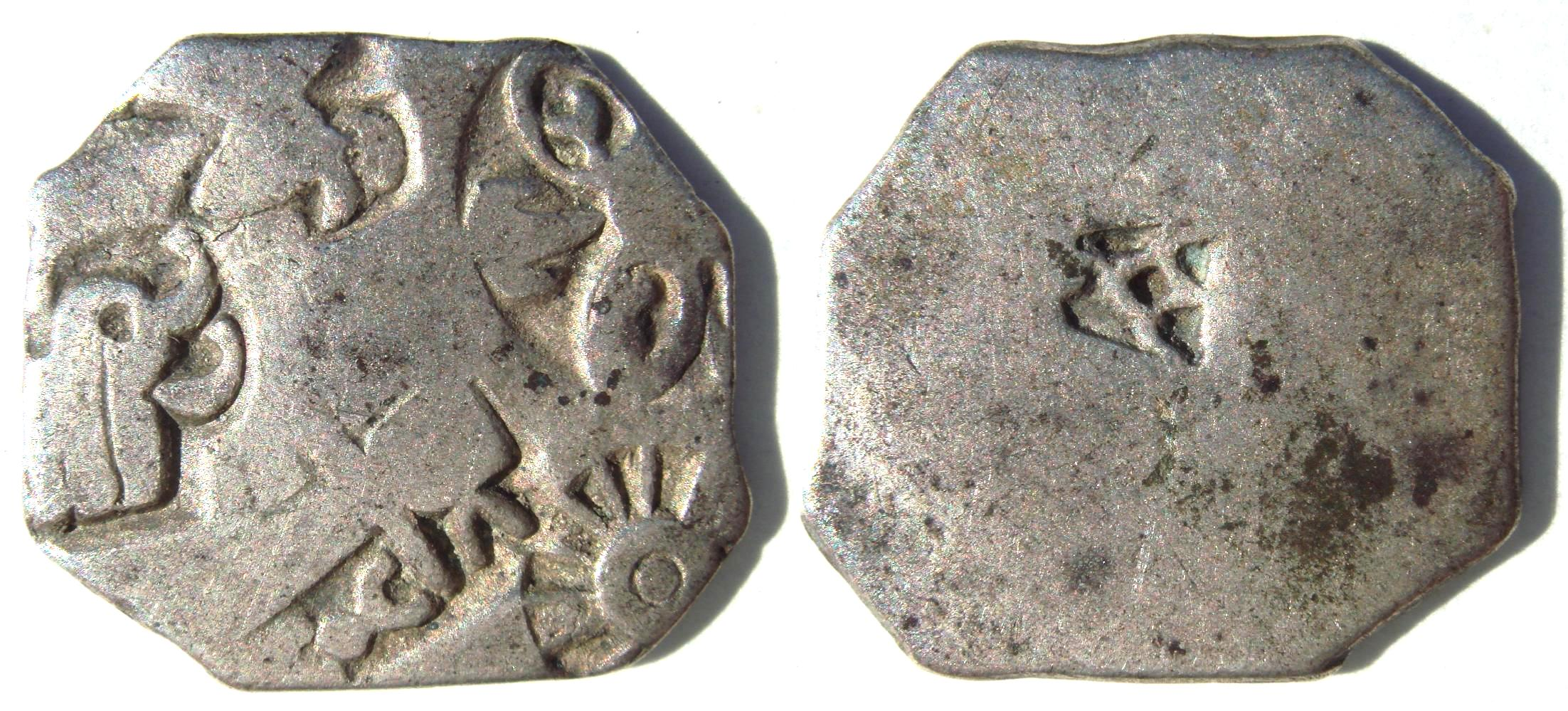
Серебряная монета Империи Маурьев, с символами колеса и слона (III столетие до н. э.)

Историк Томас Траутман перечисляет следующие элементы, общие для различных вариантов легенд о Чанакье:
- Чанакья родился с полным набором зубов, в знак того, что он станет верховным правителем, но это не пристало рождённому в касте браминов. Поэтому ему вырвали зубы, после чего было возвещено, что Чанакья будет царствовать посредством другого.
- Свергнутый впоследствии царь из династии Нанда исключил Чанакью из числа своих приближённых, спровоцировав того дать клятву о мести.
- Чанакья ищет достойного кандидата, чтобы проводить через него свою политику. На этом пути он встречает молодого Чандрагупту Маурья, который даже будучи ребёнком проявляет качества прирожденного лидера.
- Первоначальная попытка Чанакьи к свержению династии Нанда терпит неудачу, после чего он встречает мать, которая бранит своего ребёнка, который обжёгся кашей, зачерпнутой в середине миски, а не с её края, где каша не такая горячая. Чанакья понимает в чём была его изначальная стратегическая ошибка и, вместо того, чтобы нападать на центральные части территории, подконтрольной династии Нанда, начинает постепенно отрывать от неё окраины.
- Чанакья разорвал союз с горным царём Парватой из-за его упрямства и несоблюдения им соглашения по совместным действиям двух союзнических сторон.
- Чанакья прибегает к услугам фанатичного ткача, чтобы избавиться от мятежников.
- Чанакья добавляет яд в пищу воцарившегося Чандрагупты, чтобы сделать того неуязвимым для отравителей[15]. Не знающий о том, Чандрагупта подаёт часть отравленной еды царице, которая находится на девятом месяце беременности. Для того, чтобы спасти будущего наследника престола, Чанакья рассекает царицу и извлекает плод. Царевича, рождённого таким способом, нарекают Биндусара[17].
- Политическое соперничество Чанакьи с Субандху приводит к его смерти.

Чанакья являлся проницательным наблюдателем за природой. Однажды воинам Маурьев пришлось скрыться в пещере, где не было никакой пищи. Выйти из пещеры они не могли, поскольку это угрожало их жизни. Тогда Чанакья увидел что муравей нёс рисовое зернышко, хотя нигде поблизости не было никакого риса. Помимо того, зёрнышко было сварено. Чанакья послал разведать, и нашли, что их враги сошлись обедать под пещерой. Получив известие об этом, воины выбрались из пещеры и бежали, быв таким образом спасены.

## Политико-правовые учения
Вторая половина I тысячелетия до н. э. была чрезвычайно важным этапом в развитии политической организации и государственности древней Индии. Этот период связан с образованием первой из великих держав в долине Ганга, а затем и объединённой империи. Разрабатываются принципы управления, теории государственной власти, появляются политические школы и политические трактаты. Наибольший интерес представляет трактат «Артхашастра», авторство которого индийская традиция приписывает Каутильи — главному сановнику маурийского царя Чандрагупты. Это политическое произведение сложилось в начале нашей эры. Изложенные в нём идеи и принципы государственной политики были отражением и маурийской эпохи.
Важнейшим считал Каутилья практические интересы. Исходя из этого, он допускал даже уход от устоявшихся норм брахманской Шастры. Если закон, по его мнению, находится в противоречии с правительственными распоряжениями, то предпочтение следует отдать последним.
Каутилья советовал царю в тяжёлых финансовых ситуациях забирать имущество храмов и пополнять таким образом свою казну. Интересно, что Каутилья разработал ряд методов, которые мог применять царь для того, чтобы, используя суеверие народа, убедить его в магической силе царя.
В этот период детально разрабатываются различные методы взаимоотношений между государствами, способы ведения войны и мирных переговоров. Одними из важнейших становятся вопросы внешней политики. «Артхашастра» обосновывает шесть главных методов внешней политики: мир, войну, выжидательное положение, наступление, поиск средств защиты и двойная политика. Специальное внимание уделяется деятельности послов, круг обязанностей которых был очень широким. Наряду с соблюдением договоров и поддержкой престижа своего государства Каутилья считал обязанностью посла вызывать споры союзников, осуществлять скрытые переговоры, тайные перевозки войск, действовать всевозможными средствами. Подробно разрабатывались методы борьбы с соседями, которые рассматривались обычно как враги. Говоря о наиболее выгодной ситуации для нападения, Каутилья советовал учитывать финансовое состояние будущего противника и его взаимоотношения с подданными: «Если подданные возбуждены против своего правителя, то они могут привести его к гибели, даже если он является мощным. Поэтому стоит выступать именно против того правителя, чьи подданные относятся к нему враждебно».
Ряд политических проблем поднят в трактате «Артхашастра» («Книга о пользе»). В этом трактате содержатся советы царю относительно организации администрации и суда, законодательства и управления, внешней и внутренней политики. Согласно «Книге Ману» и высказываниями Каутильи, государство определяет семь элементов: царь, министры, территория, столица, государственная казна, войско и международные союзники. Зарождение государственной организации связывается с упадком нравственности среди людей, поскольку существовали времена, когда люди подлежали только законам и когда не было никакой власти. И собственно власть «уверяет мирное существование как философии, так и святым Ведам, а также экономической жизни. Поскольку там, где нет власти, сильный пожирает слабого». В «Артхашастре» подчёркнуто, что власть является важнейшим элементом, без которого общество не могло бы существовать. «Власти оберегает сонного, господствует над всеми существами, охраняет их, стоит на страже общего порядка». Фактически доктрина доходит до самой сути государственной власти и права «Царь опирается на финансы и принуждение, принуждение — на финансы, на принуждение опирается право; наконец, на право опираются люди».

## Образ Чанакьи в искусстве
Главным образом Чанакьи в искусстве, помимо исторических легенд с его участием, стал его образ в драме Вишакхадатты «Мудраракшаса». В пьесе Чанакья предстаёт умелым и коварным политиком. Вначале он заключает договор с правителем Гималай Парватешваром против династии Нанда, которую задумал уничтожить. Когда же царь Нанды, Малайякету (англ. Malayaketu) в коалиции с Ракшасой, министром Нанды, осаждают с войском Паталипутру, столицу Чандрагупты, Чанакья хитростью переманивает Ракшасу на сторону Маурьев, тем самым помогая им одержать победу.
На основе этой драмы в Индии был снят «Чанакья» (англ. Chanakya (TV series)), состоящий из 47 серий. Снятый как эпическая историческая драма, сериал выходил на экраны в период с 8 сентября 1991 по 9 августа 1992. Сериал был снят по сценарию и срежиссирован Чандрапракашем Двиведи (англ. Chandraprakash Dwivedi), который также исполнил главную роль. Созданный в реалистичных декорациях с использованием аутентичных предметов и костюмов, сериал показывал жизнь Чанакьи с детства до момента коронации царя Чандрагупты.